# 九鬼精隆
九鬼 精隆（くき きよたか）は、江戸時代後期の大名。摂津国三田藩12代藩主。官位は従五位下丹波守、長門守。九鬼氏24代当主。

## 略歴
11代藩主九鬼隆徳の長男として誕生。
嘉永7年（1854年）1月20日、父の隠居で跡を継いだ。安政6年（1859年）8月19日に36歳で死去したが、男子がなく、娘3人も2人が既に夭折、2歳の娘1人が残るのみであったため、御家断絶の危機にさらされた。精隆の死を隠匿して綾部藩より迎えた隆義を婿養子に決め、9月18日に幕府に急養子の届けを出して許可を得た（末期養子）。そのような事情のため、精隆の死が発表されたのは9月23日であった。

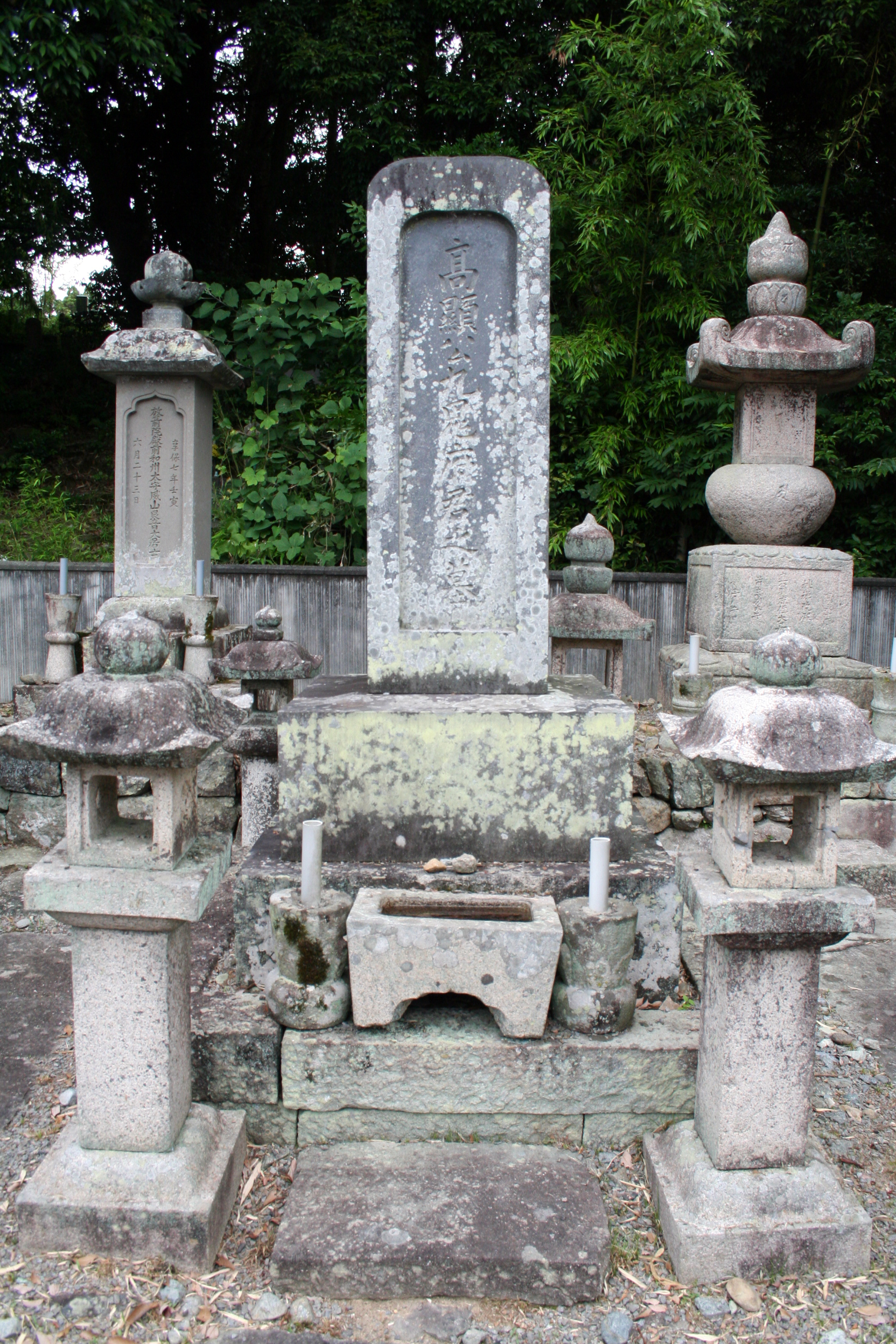
九鬼精隆の墓（兵庫県三田市心月院）